# Paul Nihill
Vincent Paul Nihill (Colchester, 1939. szeptember 5. – Gillingham, 2020. december 15.) olimpiai ezüstérmes brit atléta, gyalogló.

## Pályafutása
Ezüstérmet nyert az 50 kilométeres gyaloglás versenyszámában az 1964-es olimpiai játékokon. A célban mindössze 19 másodperccel maradt alul az olasz Abdon Pamich-csal szemben. A következő három olimpián is részt vett; már nem csak az 50, de a 20 kilométeres távon is indult. Több érmet nem nyert, még csak a legjobb öt között sem végzett ezeken a versenyeken.
Két érmet jegyez az Európa-bajnokságról. 1969-ben aranyat, majd 1971-ben ezüstöt nyert 20 kilométeres távon a kontinensviadalon.
1.24:50-es idővel új világrekordot állított fel 20 kilométeren 1972. július 30-án. Ez a rekord 1976 májusáig állt fenn, amikor is a mexikói Daniel Bautista teljesített jobb eredményt.

## Egyéni legjobbjai
- 20 kilométeres gyaloglás - 1.24:50 (1972)
- 50 kilométeres gyaloglás - 4.11:31 (1964)